# Ceres-1
Ceres-1 (du chinois: 谷神星一号, pinyin: Gǔshénxīng yī hào) est un lanceur léger développé par l'entreprise chinoise Galactic Energy capable de placer 350 kg en orbite basse et 230 kg en orbite héliosynchrone. Il comporte trois étages à poudre ainsi qu'un dernier étage à ergols liquides. Son premier vol a eu lieu le 7 novembre 2020.

## Historique
Le développement du lanceur commence dès la fondation de l'entreprise Galactic Energy en février 2018. Il est baptisé d'après Cérès planète naine et plus gros objet de la ceinture d'astéroïde. Le design du premier étage est fixé en mai 2018, puis testé avec succès le 3 novembre 2018. Le premier vol était prévu pour le premier semestre 2020 mais fut reporté à cause de la pandémie de Covid-19. Le premier vol a finalement eu lieu le 7 novembre 2020. La fusée a placé le satellite Tianqi 11 de 50 kg sur une orbite héliosynchrone. Ce petit satellite de télécommunications chinois est le deuxième d'une constellation dont l'objectif est de communiquer avec différents types de capteurs placés dans des zones reculées. La fusée Ceres-1 est le deuxième lanceur chinois développé sur fonds privés à réussir une satellisation après Hyperbola-1,.
Le constructeur Galactic Energy complète une levée de fonds de 200 millions de dollars américains pour développer en parallèle de Ceres-1 un lanceur de moyenne puissance (4 tonnes en orbite basse) partiellement réutilisable baptisé Pallas-1 qui doit effectuer son premier vol en 2024,.

## Caractéristiques techniques
Les caractéristiques du lanceur Ceres-1 sont très proches de celles du lanceur Kuaizhou-1A et il semble dériver comme celui-ci du missile balistique DF-21. Le lanceur mesure 19 m de hauteur pour un diamètre maximal de 1,4 m et une masse au décollage de 30 t. Il comporte quatre étages, les trois premiers brûlant du polybutadiène hydroxytéléchélique :
- Moteur solide GS-1 de 1,4 m de diamètre, 60 t de poussée, 74 s de fonctionnement
- Moteur solide GS-2 de 1,4 m de diamètre, 28 t de poussée, 70 s de fonctionnement
- Moteur solide GS-3 de 1,2 m de diamètre, 8,8 t de poussée, 69 s de fonctionnement

Le quatrième et dernier étage utilise des ergols liquides. La coiffe est haute de 2,6 mètres pour un diamètre de 1,28 mètre.

## Historique des lancements
Galactic Energy prévoit réaliser de 8 à 10 lancements durant l'année 2023, incluant un lancement depuis une plateforme en mer.
| N°          | Date (UTC)              | Nom                    | Base de lancement                                               | Charges utiles                                                                                                  | Orbite                 | Remarques                                                          |
| ----------- | ----------------------- | ---------------------- | --------------------------------------------------------------- | --- | ---------------------- | ------------------------------------------------------------------ |
| Ceres-1 Y1  | 7 novembre 2020         | I Believe I Can Fly    | Jiuquan                                                         | Tianqi 11 | Orbite héliosynchrone  | Satellite de l'Internet des objets d'environ 50 kg                 |
| Ceres-1 Y2  | 7 décembre 2021         | Keep On Moving         | Jiuquan                                                         | Plusieurs CubeSats                                                                                              | Orbite héliosynchrone  | Démonstrateurs technologiques                                      |
| Ceres-1 Y3  | 9 août 2022             | White is the new black | Jiuquan                                                         | Taijing-1 01 et 02                                                                                              | Orbite héliosynchrone  | Satellites d'observation de la Terre                               |
| Ceres-1 Y4  | 16 novembre 2022        | Young For You          | Jiuquan                                                         | Jilin-1 03D-08 et 51 à 54                                                                                       | Orbite héliosynchrone  | Constellation de satellites d'observation de la Terre              |
| Ceres-1 Y5  | 9 janvier 2023          | Give Me Five           | Jiuquan                                                         | Xiamen SciTech 1, Tianqi 13, Tianmu-1 01 et 02, Nantong Zhongxue                                                | Orbite héliosynchrone  | mission de type "rideshare"                                        |
| Ceres-1 Y6  | 22 juillet 2023         | Lemon tree             | Jiuquan                                                         | Qiankun 1 et Xingshidai 16                                                                                      | Orbite héliosynchrone  | Démonstrateur technologique et satellite d'observation de la Terre |
| Ceres-1 Y7  | 10 août 2023            | Lucky 7                | Jiuquan                                                         | Xiguang 1-01 Xingchi 1B Diwei Zhineng Yingji 1 Xi’an Hangtou 88, 96, 104, 112                                   | Orbite héliosynchrone  | mission de type "rideshare"                                        |
| Ceres-1 Y8  | 25 août 2023            | Cornfield Chase        | Jiuquan                                                         | Jilin-1 Kuanfu 02A                                                                                              | Orbite héliosynchrone  | Satellites d'observation de la Terre                               |
| Ceres-1S Y1 | 5 septembre 2023        | The Little Mermaid     | Plateforme maritime DeFu 15002, mer Jaune                       | Tianqi-21 à 24                                                                                                  | Orbite héliosynchrone  | Satellite de l'Internet des objets d'environ 50 kg                 |
| Ceres-1 Y11 | 21 septembre 2023       | Autumn Sonata          | Jiuquan                                                         | Jilin-1 Gaofen-04B                                                                                              | Orbite héliosynchrone  | Échec. Satellite d'observation de la Terre                         |
| Ceres-1 Y9  | 4 décembre 2023         | We Won't Stop          | Jiuquan                                                         | Tianyan 16, Xingchi-1 01A                                                                                       | Orbite héliosynchrone  |                                                                    |
| Ceres-1S Y2 | 29 mai 2024, 08:12      | Beautiful World        | Dong Fang Hang Tian Gang (navire) au large de Rizhao, mer Jaune | Tianqi-25 Tianqi-26 Tianqi-27 Tianqi-28                                                                         | Orbite terrestre basse |                                                                    |
| Ceres-1 Y12 | 30 mai 2024, 23:39      | Heroes                 | Jiuquan                                                         | Jiguang Xingzuo 01 & 02, Yunyao-1 14 (Hebei Linxi-1), Yunyao-1 25 (Zhangjiang Gaoke), Yunyao-1 26 (Nishuihan-2) | Orbite héliosynchrone  |                                                                    |
| Ceres-1 Y13 | 6 juin 2024, 05:00      | Love On Top            | Jiuquan                                                         | Eros TEE-01B Naxing-3 A & B                                                                                     | Orbite héliosynchrone  |                                                                    |
| Ceres-1S Y3 | 29 août 2024, 03:22     | How Far I'll Go        | Dong Fang Hang Tian Gang (navire) au large de Rizhao, mer Jaune | Yunyao-1 15 Yunyao-1 16 Yunyao-1 17 Jitianxing A-03 Suxing-1-01 Tianfu Gaofen-2                                 | Orbite héliosynchrone  |                                                                    |
| Ceres-1S Y4 | 19 décembre 2024, 10:18 | Loong                  | Dong Fang Hang Tian Gang (navire) au large de Rizhao, mer Jaune | Tianqi-33 Tianqi-34 Tianqi-35 Tianqi-36                                                                         | Orbite héliosynchrone  |                                                                    |
| Ceres-1 Y16 | 20 janvier 2025 10:11   | On Your Shoulders      | Jiuquan                                                         | Yunyao-1 37-40 Jitianxing A-05                                                                                  | Orbite héliosynchrone  |                                                                    |
| Ceres-1 Y10 | 2025                    | Auld Lang Syne         | Jiuquan                                                         | AIRSAT-06 (Zhongke 06) AIRSAT-07 (Zhongke 07)                                                                   | Orbite héliosynchrone  | Prévu                                                              |